# Kid Clones
 (juin 2023).
Si vous disposez d'ouvrages ou d'articles de référence ou si vous connaissez des sites web de qualité traitant du thème abordé ici, merci de compléter l'article en donnant les références utiles à sa vérifiabilité et en les liant à la section « Notes et références ».
Kid Clones est une série d'animation française en 52 épisodes de 12 minutes et produite par Toon Factory et diffusée en 2005 sur TF1 (dans l'émission TF! Jeunnese puis TFOU) et rediffusée sur la chaine Mangas.

## Synopsis
L'explosion d'une station spatiale laisse seulement deux survivants : Boss, un ordinateur, et un robot nommé Mini. Désormais à la dérive dans l'espace, ils décident de cloner trois enfants et de les élever du mieux qu'ils peuvent.

## Distribution (voix)
- Marc Benyamine : Théo
- Caroline Combes : Lili
- Nathalie Bienaimé : SOS
- Yann Pichon : Boss

- Version originale
  - Direction artistique : Emmanuel Fouquet
  - Studio d'enregistrement : Tabb Studios